# Saint-Pierre-les-Bois
 Saint-Pierre-les-Bois  es una población y comuna francesa, situada en la región de  Centro, departamento de Cher, en el distrito de Saint-Amand-Montrond y cantón de Le Châtelet.

## Demografía
| 415 | 401 | 281 | 302 | 299 | 305 |
| Para los censos de 1962 a 1999 la población legal corresponde a la población sin duplicidades (Fuente: INSEE [Consultar]) |     |     |     |     |     |